# Muzică folk: Mircea Florian / Marcela Saftiuc
Muzică folk: Mircea Florian / Marcela Saftiuc este primul disc single al soliștilor Mircea Florian și Marcela Saftiuc, lansat de casa de discuri Electrecord în luna mai 1973.

## Piese
1. A1 „Podul de piatră”
2. A2 „Împreună”
3. B1 „Zorior de ziuă”
4. B2 „Balada”

Remarcă:
- Căntecul „Balada” este cunoscut și cu numele de „Balada lunii mai”.

## Personal
- Muzică, versuri, voce, chitară și aranjamente muzicale – Marcela Saftiuc (titlurile: B1, B2), 
Mircea Florian (titlurile: A1, A2)
- Grafica – Iuliu Sînpetru